# Up from the Bottom
Up from the Bottom (englisch für „Von unten nach oben“) ist ein Lied der US-amerikanischen Rockband Linkin Park, das im März 2025 erschien.

## Entstehung und Veröffentlichung
Geschrieben wurde das Lied gemeinsam von den Linkin-Park-Mitgliedern Emily Armstrong, Colin Brittain, Brad Delson, Dave Farrell, Joe Hahn und Mike Shinoda. Letzterer zeichnete zudem auch für die Produktion verantwortlich.
Die Erstveröffentlichung von Up from the Bottom erfolgte als Single am 27. März 2025 bei Warner Music. Diese erschien als digitaler Einzeltrack zum Download und Streaming.

## Hintergrund
Joe Hahn, der DJ der Band, bezeichnete Up from the Buttom als „the best song we've ever made“ (englisch für: „Das beste Lied, das wir je gemacht haben“).

## Musikvideo
Das Musikvideo wurde von Joe Hahn produziert. Es wurde in einem industriellen Setting aufgenommen. Im Musikvideo wurden Szenen der Musikvideos der vorherigen Singles, vor allem von Two Faced (November 2024), aufgegriffen.

## Rezeption
Das Lied wurde im Rahmen einer Kooperation mit dem Videospiel Fortnite im Festival Spielmodus des Spiels am Tag der Veröffentlichung zugänglich gemacht.

## Chartplatzierungen
Up from the Bottom avancierte zum Top-10-Hit in Deutschland (Rang 6) und Österreich (Rang 7). Darüber hinaus erreichte es Chartplatzierungen in der Schweiz (Rang 13), Belgien-Flandern (Rang 35) oder auch dem Vereinigten Königreich (Rang 42).
| ChartsChartplatzierungen     | Höchstplatzierung | Wochen |
| ---------------------------- | ----------------- | ------ |
| Deutschland (GfK)            | 6 (13 Wo.)        | 13     |
| Österreich (Ö3)              | 7 (8 Wo.)         | 8      |
| Schweiz (IFPI)               | 13 (4 Wo.)        | 4      |
| Vereinigtes Königreich (OCC) | 42 (2 Wo.)        | 2      |